# Privilegios indumentarios (España)
Bajo el nombre de privilegios indumentarios se conocen una serie de distinciones otorgadas por los reyes de Castilla, y sus sucesores, los monarcas de España a ciertos nobles para recordar y perpetuar sus servicios.

## Historia
El origen de estos privilegios se encuentra en el fortalecimiento de la autoridad del monarca y la consolidación de la corte y los usos cortesanos. Según Ceballos-Escalera este tipo de privilegios, de carácter predominantemente indumentario, se enmarcaba dentro de la civilización del paño de la Castilla bajomedieval. 
Entre ellos se encuentran los siguientes: 
| Año  | Monarca                           | I Titularidad                                                                       | Titularidad                                                       | Merced                                                                                                  | Último año de efectividad |
| ---- | --------------------------------- | ----------------------------------------------------------------------------------- | ----------------------------------------------------------------- | --- | ------------------------- |
| 1438 | Juan II de Castilla               | Rodrigo de Villandrando, I conde de Ribadeo                                         | Condes de Ribadeo                                                 | El traje portado por el monarca en el día de la Epifanía, y sentarse a su mesa en ese día               | 1975                      |
| 1476 | Isabel I y Fernando V de Castilla | Mencía Carrillo, esposa de Diego Fernández de Córdoba, I conde de Cabra             | Condado de Cabra                                                  | El brial y la ropa llevada por la reina el día de Pascua de Resurrección                                | Mitad del siglo XVIII     |
| 1483 | Isabel I y Fernando V de Castilla | Francisca Manrique de Figueroa, esposa de Luis Portocarrero, señor de Palma del Río | Señorío y después condado de Palma del Río                        | La ropa vestida por la reina el día de la Virgen de Septiembre                                          | 1868                      |
| 1483 | Isabel I y Fernando V de Castilla | Rodrigo Ponce de León (1443-1492), II marqués de Cádiz, I duque de Cádiz            | Marquesado y después ducado de Cádiz. Después el ducado de Arcos. | La ropa vestida por el rey el día de la Virgen de Septiembre                                            | 1808                      |
| 1500 | Isabel I y Fernando V de Castilla | Andrés Cabrera, I marqués de Moya                                                   | Marquesado de Moya                                                | Una copa de oro el día de Santa Lucía y comer ese día en la mesa del monarca.                           | 1930                      |
| 1638 | Felipe IV de España               | Gaspar de Guzmán, I conde-duque de Olivares                                         | Condado-ducado de Olivares                                        | Una copa de oro en la fiesta de la Natividad de la Virgen María y comer ese día en la mesa del monarca. | 1643                      |
| 1678 | Carlos II de España               | Antonio Pedro Sancho Dávila y Osorio, X marqués de Astorga                          | Marquesado de Astorga                                             | Un mazapán de la mesa del rey en el día de la Epifanía                                                  | 1678                      |
| 1800 | Carlos IV de España               | Manuel de Godoy, príncipe de la Paz                                                 |                                                                   | Misma librea que los criados de la Real Casa                                                            |                           |

### Individuales
1. ↑  Fitz-James Stuart Falcó, Jacobo, duque de Alba (1949). «La Copa de oro de los Marqueses de Moya: Tradición segoviana». Estudios segovianos 1 (1): 183-188. ISSN 0210-7260. Consultado el 30 de enero de 2022.